# PMN (mina)

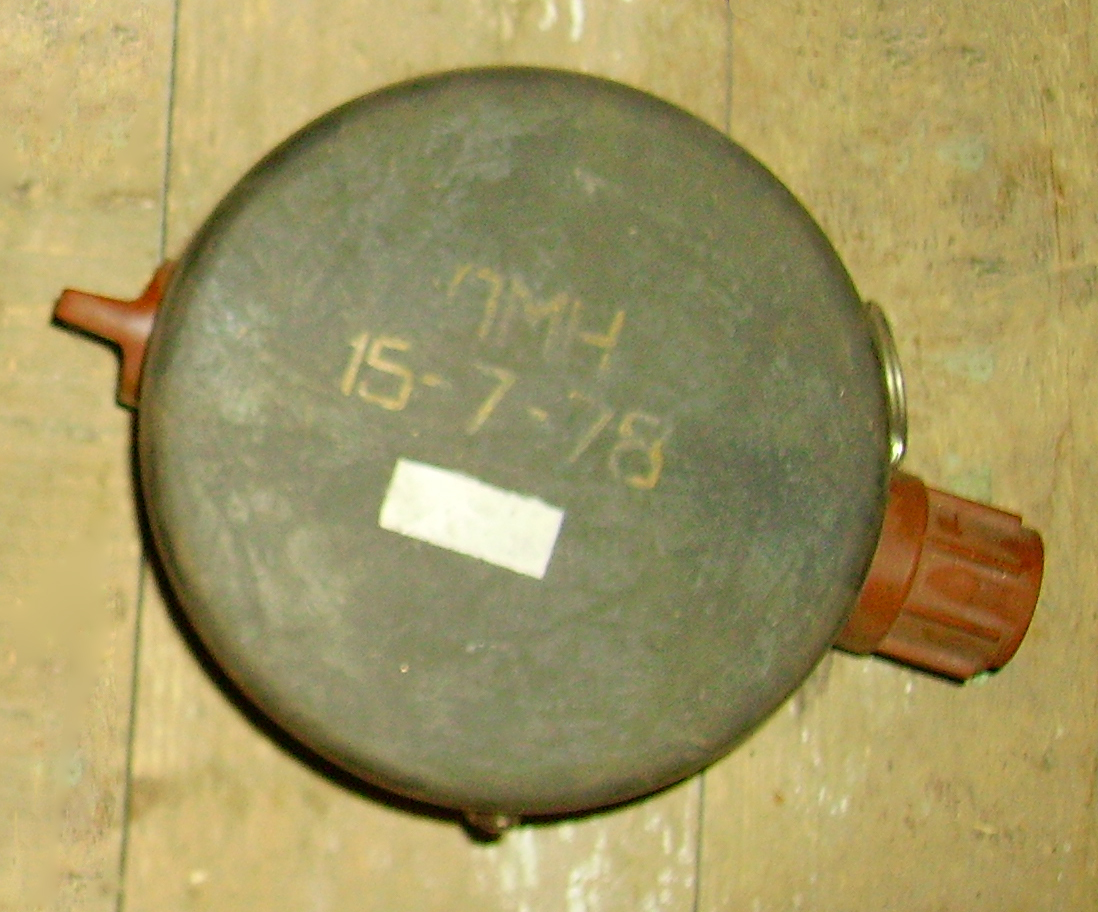
Versão PMN-1 (produzida em Julho de 1978).

A PMN é uma mina terrestre mina antipessoal de fabrico soviético.
DESCRIÇÃO E CONSTRUÇÃO DAS MINAS
PMN
A parte de cima da mina PMN possui uma cobertura preta de borracha afixada por uma fita fina de metal e corpo de baquelite acastanhado. Tem uma saliência com estrias num dos lados do corpo onde se enrosca o mecanismo retardado de armação; se a cavilha que passa por dentro desta estiver retirada então a mina fica armada.
Do lado oposto do mecanismo de armação retardada tem um interruptor raso que contém um detonador. Ao se aplicar uma pressão de cerca de 6kg na tampa (cobertura) preta de borracha, fará com que a mina funcione.
PMN – 2
É semelhante a PMN somente no tamanho. Tem um corpo plástico verde muito forte com um prato de pressão com formato de uma cruz, de borracha preta, na parte de cima. PMN – 2. Uma chave de metal crucifi de um dos lados da mina é removida para armar a mina. Esta mina tem um mecanismo completo interno incorporado a armação retardada e um sistema de resistente de explosão. O explosivo está somente contido na metade da mina – oposto à chave de armação.  